# Култым
Култым — река в России, протекает по Пермскому краю. Устье реки находится в 82 км по левому берегу реки Шаква. Длина реки составляет 43 км. В 15 км от устья по левому берегу впадает река Большой Явыш.

## Данные водного реестра
По данным государственного водного реестра России относится к Камскому бассейновому округу, водохозяйственный участок реки — Сылва от истока и до устья, речной подбассейн реки — Кама до Куйбышевского водохранилища (без бассейнов рек Белой и Вятки). Речной бассейн реки — Кама.
Код объекта в государственном водном реестре — 10010100812111100013101.